# Gema Pascual
Pour les articles homonymes, voir Pascual.
Gema Pascual Torrecilla, née le 12 janvier 1979 à Madrid, est une coureuse cycliste espagnole.

## Biographie
Après sa carrière, elle devient entraineuse pour les pistardes espagnoles.

## Palmarès sur piste

### Jeux olympiques
- Athènes 2004
  - 7e de la course aux points

### Championnats du monde
- Bordeaux 2006
  - 3e du championnat du monde de course aux points

### Coupe du monde
- 2002
  - 2e de la course aux points à Cali
- 2003
  - 1re du scratch - Classement général
  - 2e au scratch à Le Cap
  - 3e de la poursuite à Le Cap
- 2004
  - 3e du scratch - Classement général
  - 2e du scratch à Aguascalientes
- 2005-2006
  - 1re de la course aux points - Classement général
  - 3e de la course aux points à Manchester
  - 3e du scratch à Manchester
- 2008-2009
  - 3e du scratch à Cali

### Championnats d'Europe
- 2005
  -  Médaillée de bronze de l'Omnium endurance

### Championnats nationaux
- Championne d'Espagne de vitesse (2001, 2004)
- Championne d'Espagne de poursuite (2001, 2003, 2004, 2005 et 2006)
- Championne d'Espagne de la course aux points (2002, 2003, 2004, 2005 et 2006)
- Championne d'Espagne du scratch (2002, 2004, 2005 et 2006)

## Palmarès sur route
- 1999
  - 2e du championnat d'Espagne du contre-la-montre
- 2001
  - 2e du championnat d'Espagne du contre-la-montre
- 2007
  - 6e étape de Emakumeen Euskal Bira
  - 3e du championnat d'Espagne du contre-la-montre
- 2009
  - 2e du championnat d'Espagne du contre-la-montre